# Агатархід (місячний кратер)
Кратер Агатархід (лат. Agatharchides) — ударний кратер, розташований на південній межі Океану Бур на видимій стороні Місяця. Назву присвоєно на честь грецького історика і географа Агатархіда (II століття до н. е.) і затверджена Міжнародним астрономічним союзом в 1935 р.

## Опис кратера

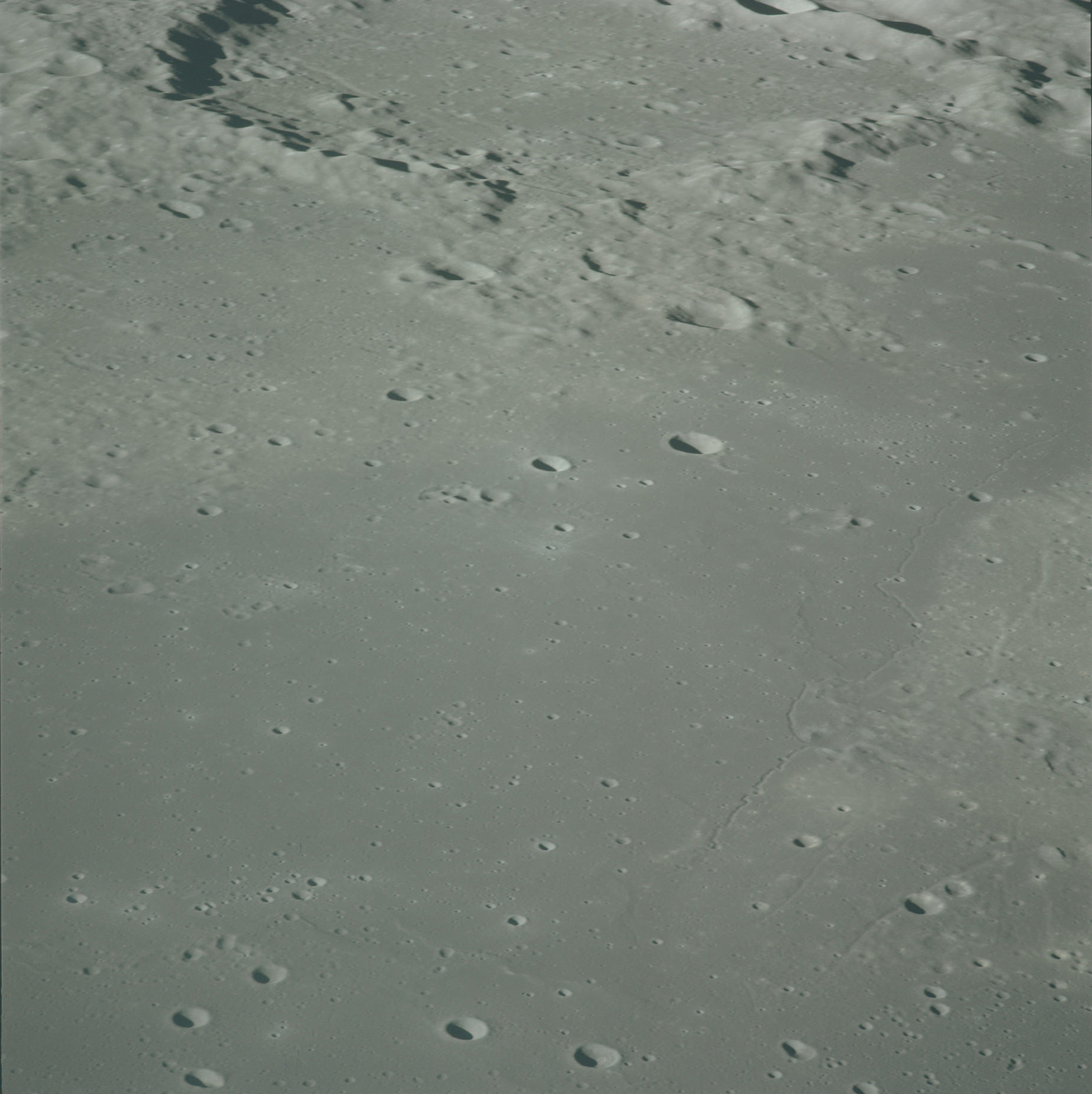
Кратер Агатархід. Знімок з борту Аполлона-16.

Кратер розташований між Морем Вологості і Морем Хмар. На північному заході-заході від кратера розташований древній кратер Гассенді, на півдні невеликий кратер Леві і останки кратера Гіппал, на південному сході невеликий кратер Кеніг, на сході великий кратер Булліальд, на північному сході затоплений лавою кратер Любинецький. Селенографічні координати центру кратера 19°51′ пд. ш. 31°07′ зх. д. / 19.85° пд. ш. 31.11° зх. д., діаметр 52 км, глибина 1,18 км.
Зруйнований вал кратера сильно відрізняється по висоті, місцями перебуваючи на рівні навколишньої місцевості, а місцями досягаючи висоти 1110 м. Найкраще збереглися східна і західна-південно-західна частини валу, північна частина повністю зруйнована, південна сильно пошкоджена. Західна частина валу має подвійний зовнішній схил, розрізаний глибокою долиною. Також у західній частині валу лежить невеликий кратер. Південна частина валу посічена кількома паралельними долинами, спрямованими в бік кратера Гіппал. Дно чаші кратера затоплено лавою, поцятковане численними дрібними кратерами і посічена системою борозен. Об'єм кратера становить приблизно 1820 км³.

## Сателітні кратери
| Агатархід | Координати                                                | Діаметр, км |
| --------- | --------------------------------------------------------- | ----------- |
| A         | 23°16′ пд. ш. 28°28′ зх. д. / 23.27° пд. ш. 28.46° зх. д. | 15,7        |
| B         | 21°31′ пд. ш. 31°43′ зх. д. / 21.52° пд. ш. 31.71° зх. д. | 7,0         |
| C         | 22°04′ пд. ш. 32°56′ зх. д. / 22.06° пд. ш. 32.94° зх. д. | 11,5        |
| E         | 20°44′ пд. ш. 33°11′ зх. д. / 20.74° пд. ш. 33.19° зх. д. | 15,3        |
| F         | 20°16′ пд. ш. 31°52′ зх. д. / 20.26° пд. ш. 31.86° зх. д. | 5,9         |
| G         | 20°10′ пд. ш. 26°50′ зх. д. / 20.17° пд. ш. 26.84° зх. д. | 6,0         |
| H         | 20°25′ пд. ш. 33°57′ зх. д. / 20.41° пд. ш. 33.95° зх. д. | 16,0        |
| J         | 21°37′ пд. ш. 32°37′ зх. д. / 21.62° пд. ш. 32.61° зх. д. | 13,0        |
| K         | 21°05′ пд. ш. 27°32′ зх. д. / 21.08° пд. ш. 27.53° зх. д. | 13,3        |
| L         | 21°07′ пд. ш. 26°47′ зх. д. / 21.12° пд. ш. 26.79° зх. д. | 8,0         |
| N         | 21°05′ пд. ш. 29°43′ зх. д. / 21.09° пд. ш. 29.72° зх. д. | 21,6        |
| O         | 19°14′ пд. ш. 26°43′ зх. д. / 19.24° пд. ш. 26.71° зх. д. | 4,7         |
| P         | 20°18′ пд. ш. 28°46′ зх. д. / 20.30° пд. ш. 28.77° зх. д. | 66,0        |
| R         | 18°22′ пд. ш. 30°51′ зх. д. / 18.36° пд. ш. 30.85° зх. д. | 5,1         |
| S         | 17°45′ пд. ш. 30°35′ зх. д. / 17.75° пд. ш. 30.59° зх. д. | 3,1         |
| T         | 18°19′ пд. ш. 27°48′ зх. д. / 18.32° пд. ш. 27.80° зх. д. | 5,6         |

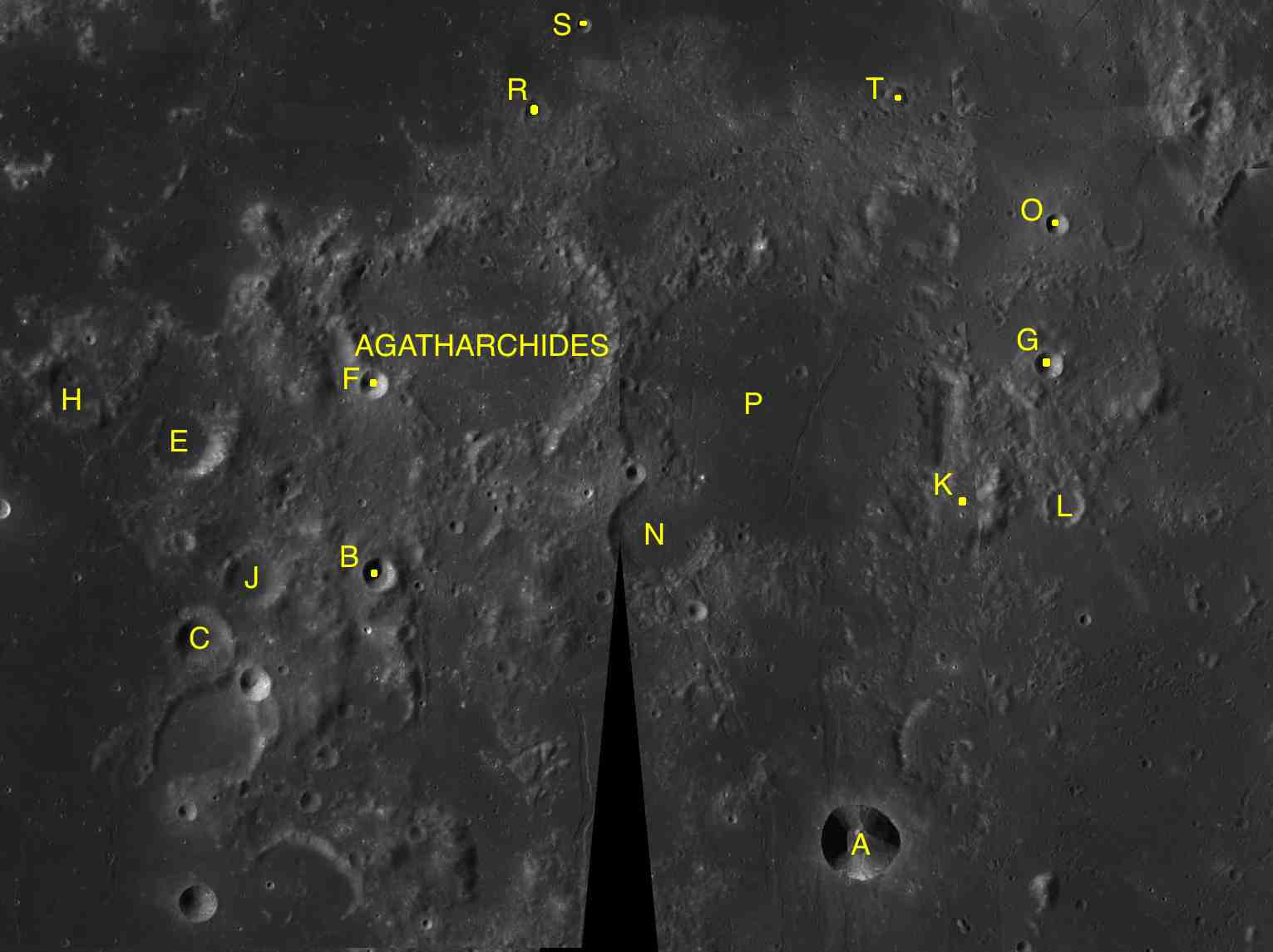
Фрагменти карт LAC-93, LAC-94.

- Сателітний кратер Агатархід A включений до списку кратерів із яскравою системою променів Асоціації місячної і планетної астрономії (ALPO)[5].
- Сателітний кратер Агатархід A включений до списку кратерів з темними радіальними смугами на внутрішньому схилі Асоціації місячної і планетної астрономії (ALPO)[6].
- Сателітний кратер Агатархід P перетинає тріщина, звана борозною Агатархіда.
- Сателітний кратер Агатархід P утворився в нектарський період.